# Svjetlonogi zovoj
Svjetlonogi zovoj (lat. Ardenna carneipes) je vrsta morske ptice iz porodice zovoja. 
Manje je veličine. Ima blijedo-ružičasta stopala i blijedi kljun s crnim vrhom. Zajedno s ružičastonogim zovojom čini supervrstu. Usko je povezan s crnokapim zovojom. Gnijezdi se u kolonijama.

## Vanjske poveznice
|  | Zajednički poslužitelj ima stranicu o temi Ardenna carneipes    |
|  | Zajednički poslužitelj ima još gradiva o temi Ardenna carneipes |
|  | Wikivrste imaju podatke o taksonu Ardenna carneipes             |